# Paramount Airways
Paramount Airways (mã IATA = I7, mã ICAO = PMW) là hãng hàng không giá rẻ của Ấn Độ, trụ sở đặt tại Madurai. Hãng có căn cứ ở Sân bay quốc tế Chennai và có các tuyến đường quốc nội tới 8 thành phố.

## Lịch sử
Paramount Airways được công ty vải sợi Paramount Group (trụ sở ở Madurai) thành lập năm 2005  và bắt đầu hoạt động từ tháng 10 năm 2005. Hiện nay hãng có các tuyến đường quốc nội và đang có kế hoạch mở các tuyến đường quốc tế từ năm 2011.

## Các nơi đến
(Tháng 7/2007):
- Bangalore
- Chennai
- Coimbatore
- Hyderabad
- Kochi
- Madurai
- Thiruvanathapuram
- Trichy
- Visakhapatnam

## Đội máy bay
(Tháng 2/2008):
- 2 Embraer E-170-100LR
- 3 Embraer E-175-200LR

Đội máy bay có tuổi trung bình là 2,9 năm (tháng 2/2008)
Ngày 14 tháng 7 năm 2005, hãng đã đặt mua thêm 5 máy bay Embraer và dự định đặt mua thêm 15 máy bay Embraer tiếp theo với thời điểm nhận hàng vào cuối năm 2009. Ngoài ra, hãng cũng đang thương lượng với các hãng máy bay Airbus và Boeing để chọn mua các loại máy bay này, phục vụ cho các tuyến đường quốc tế trong tương lai.